# Histoire du Loiret au XVIIIe siècle
L'histoire du département du Loiret, en tant qu'entité administrative, commence le 22 décembre 1789 par un décret de l'Assemblée constituante, qui n’entre cependant en vigueur que quelques mois plus tard, le 4 mars 1790. Il est constitué à partir d'une partie des anciennes provinces de l'Orléanais et du Berry. Mais l'histoire du territoire du département du Loiret est bien plus ancienne.
La fin du règle de Louis XIV est marquée dans le département par de grandes catastrophes qui éprouvent la population et affaiblissent l'économie : les disettes de 1693-1694 et 1709, les épidémies de 1710, les crues de la Loire de 1707, 1709, 1710 et 1711.
À partir du milieu du siècle, le département connaît un nouvel essor, tant dans le domaine économique que celui des arts et lettres. Mais cet essor ne touche pas toute la population. Les cahiers de doléances de 1789 suivis de la création du département font naître de grandes espérances.

## Société et économie sous la fin de l'Ancien régime

### Démographie
Aucun dénombrement de la population individu par individu n'a été conservé avant la période révolutionnaire pour l'Orléanais. Le plus ancien date de 1762, mais il n'en subsiste plus que quelques fragments, et certains résultats sont difficilement admissibles. En fait l'administration royale ne s'intéressait aux « peuples » que pour des motifs fiscaux. Le nombre de «feux», c'est-à-dire de foyers ou familles dont se compose la cellule administrative de base, la paroisse qui deviendra la commune sous la Révolution, peut ainsi être évalué. De la fin du XVIIe siècle à la veille de la Révolution, il semble que la population des campagnes orléanaises ait oscillé de 80 à 85 000 personnes environ, en dehors des périodes de grandes épidémies qui ont provoqué des effondrements temporaires.

### Disettes et épidémies du début du siècle
L'hiver de 1709, baptisé par les contemporains le « Grand Hyver », bat tous les records de froid depuis au moins un siècle et remplace dans les souvenirs celui de 1684. En janvier et février 1709, on aurait enregistré le plus grand froid éprouvé depuis 500 ans, avec une température inférieure de −3 °C aux moyennes normales en Europe et dans la Russie de l'Ouest. Tous les pays du Nord sont concernés, ainsi que l'Italie, l'Espagne et la France. À Orléans, la température tombe à −20 °C et atteint −25 °C en Beauce le 13 janvier. La Loire est prise par les glaces jusqu'à 1,30 m de profondeur. La vigne et les arbres fruitiers gèlent.
Dans ces conditions, après la récolte médiocre de 1708, après les enlèvements de blé effectués en janvier au profit de Paris, l'annonce de nouveaux enlèvements en direction cette fois des armées du Dauphiné suffit à enflammer une population déjà nerveuse. Un début d'émeute éclate le 4 avril. Des arrestations ne calment pas une population sensible à la disette, et ce n'est que sous la protection d'une force militaire considérable que peut enfin s'effectuer, le 27 avril, le chargement du blé destiné aux armées du Dauphiné. Des mesures sont prises pour désamorcer la crise, comme des achats de riz par l'évêque. L'intendant recourt lui aussi aux méthodes les plus classiques pour tenter d'atténuer la misère populaire en ouvrant des ateliers publics « pour faire travailler les pauvres de cette ville, qui sont en grand nombre quoique l'hôpital général en ait reçu six cents depuis quinze jours et j'en ferai sortir les étrangers qui peuvent aller travailler aux levées », écrit-il le 19 avril. Mais tous les problèmes ne sont pas résolus pour autant. Des épidémies affectent les campagnes de la généralité en 1710-1711 et déciment la population, comme quinze ans plus tôt en 1693-1694.

### Essor économique à partir du milieu du siècle

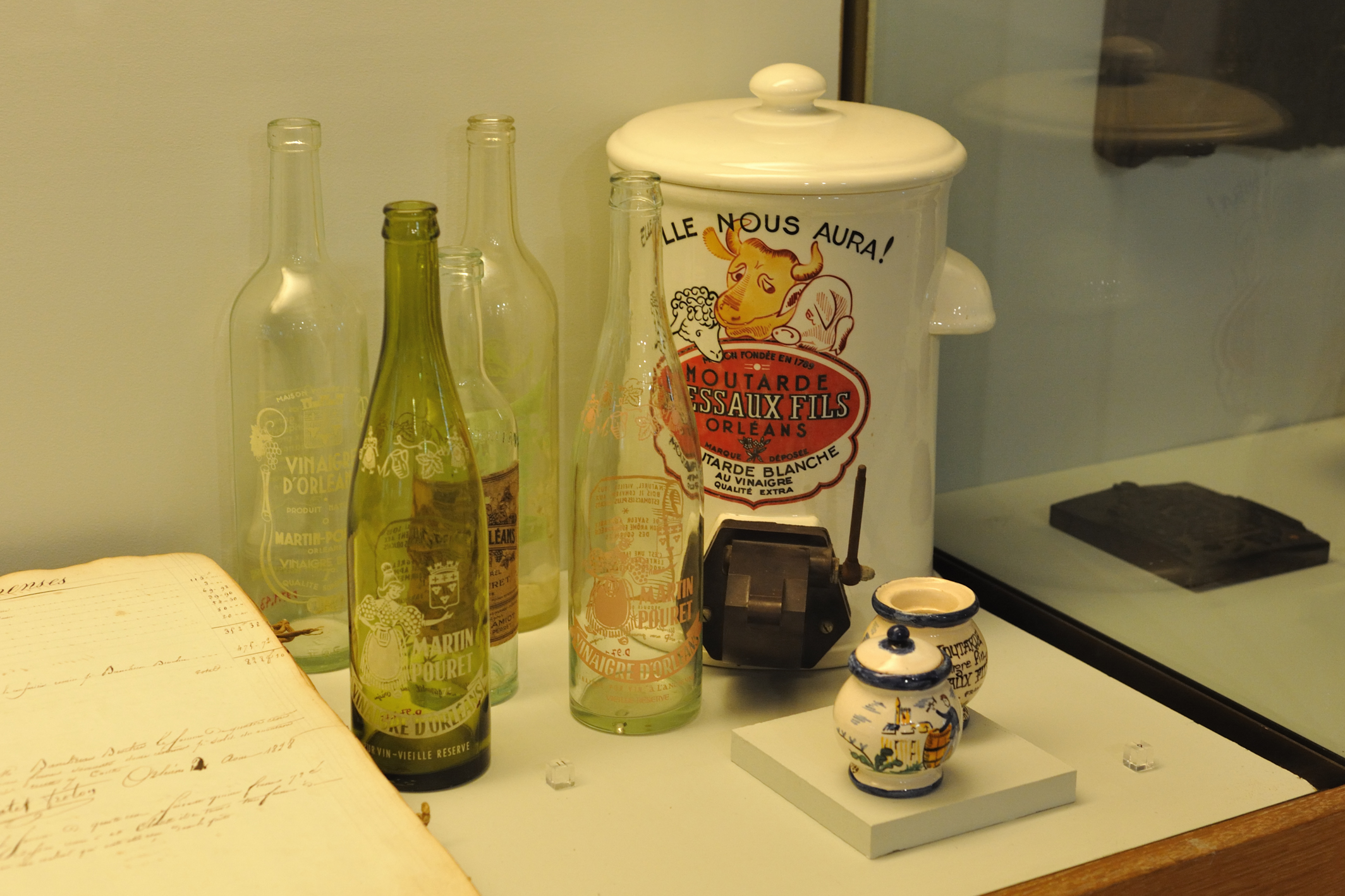
Bouteilles de vinaigre Martin Pouret et distributeur de moutarde Dessaux Fils. Au XVIIIe siècle, on compte entre 200 et 300 vinaigriers dans la ville d'Orléans.

L'économie dans le Loiret au XVIIIe siècle reste essentiellement agricole, principalement avec la production céréalière toujours très importante en Beauce et la production de vin dans les vignobles du Val de Loire, tandis que sur les terres pauvres de Sologne ne sont cultivées que du seigle et du blé noir. Peu à peu, l'élevage ovin gagne la Beauce et la Sologne, fournissant une laine fine assez recherchée. Une vie industrielle intense et variée se développe toutefois à Orléans. Le secteur textile est le plus développé avec 1 500 ouvriers qui travaillent dans les filatures de la laine de Beauce et de Sologne. Celle-ci est exportée vers Genève, la Savoie, le Piémont et même l'Orient musulman. Vers le milieu du XVIIIe siècle, la bonneterie fait son apparition et l'on recense à Orléans alors 950 métiers à bas, 55 marchands bonnetiers, 450 maîtres fabricants qui occupent 6 000 personnes en ville et dans les environs. L'industrie cotonnière voit le jour à la fin du siècle à Orléans et à Montargis. Des filatures de coton, encouragées par le duc d'Orléans, sont créées dans sa résidence de la Motte-Sanguin par l'Anglais Foxlow. Plusieurs manufactures d'indiennes et de toiles peintes s'installent en Orléanais, notamment celle tenue par les sieurs Mainville père et fils. De l'élevage ovin favorisé dès le XVIIe siècle, naît à Orléans une véritable industrie du cuir : à la fin de ce siècle, 12 000 douzaines de peaux de moutons sont traitées en ville.
Mais c'est l'industrie alimentaire qui apporte la fortune à de nombreuses familles bourgeoises orléanaises. L'implantation de la première raffinerie de sucre dans la ville en 1653 par la famille Vandebergue est suivie de la création d'une vingtaine d'autres, qui, en 1777, fabriquent 800 000 livres par an de sucre, le meilleur du royaume. La fabrication de sucre accroît aussi l'activité d'autres corps de métiers comme les ateliers de poterie et les papeteries qui fabriquent les pots nécessaires à la conservation et le papier d'emballage des pains de sucre. Orléans est aussi réputée pour ses vinaigreries. La fabrication du vinaigre à Orléans remonte au Moyen Âge où on transformait en vinaigre les vins locaux peu réputés et produits en abondance, ainsi que des vins provenant des régions bordant la vallée de la Loire. Le vinaigre sert alors de condiment, mais également de boisson rafraîchissante quand il est additionné d'eau et même de produit entrant dans la fabrication de la poudre à canon. Au XVIIIe siècle, on compte entre 200 et 300 vinaigriers dans la ville. Dès le début du XIXe siècle, Orléans est toutefois concurrencée par d'autres villes qui désirent profiter de cette source de richesse,.
À la tête de ces raffineries et vinaigreries, les industriels se livrent au grand négoce, s'appuyant sur les relations fluviales avec Nantes et au-delà avec l'Atlantique. La fin du XVIIe siècle et le XVIIIe siècle, marquent l'apogée du trafic fluvial sur la Loire et donc du port d'Orléans. Complétant ces axes, le réseau routier devient plus dense. Au XVIIIe siècle, de grandes artères se dessinent entre Orléans et Paris, Orléans et Chartres et le long de la Loire. La situation d'Orléans au point de rencontre entre le fleuve et la route de Paris lui confère d'importantes fonctions d'entrepôt et son activité économique très prospère lui vaut, en 1789, d'être plus peuplée que Tours.
L'essor économique induit une urbanisation des grandes villes et en particulier d'Orléans. Pour le remplacer le vieux pont des Tourelles, pont médiéval assurant l'unique franchissement de la Loire, le roi désigne Jean Hupeau. Le nouvel ouvrage, dénommé alors pont Royal, est situé à 80 mètres en aval du vieux pont. C'est l’ingénieur Robert Soyer qui est chargé de diriger les travaux sous la haute autorité de Hupeau. Les travaux durent de 1751 à 1763. Cet immense chantier entraîne un profond remodelage de la cité avec le percement de la rue Royale de 1753 à 1760. Il s'agit de la première opération urbaine d'importance qu'ait connu Orléans. De l'autre côté du fleuve, on rase les îles dont la terre permet la construction de la rue Dauphine. Des mails plantés d'arbres se substituent à l'ancienne enceinte, donnant d'Orléans l'image d'une ville ouverte. Des projets ne voient pas le jour, comme celui de la construction d'une voie rectiligne en face de la cathédrale pour la mettre en valeur ou l'aménagement de la place du Martroi, projets qui ne seront mis en œuvre qu'au siècle suivant.

## Crues exceptionnelles et grands ouvrages de protection

### Crues catastrophiques de 1707, 1709, 1710 et 1711
Au XVIIe siècle, Colbert, fidèle à la croyance que les digues peuvent et doivent être insubmersibles et qu'elles ne cèdent que par défaut d'entretien, les surélève avec comme objectif d'atteindre la hauteur de trois toises (environ 6 m) et recentralise l'entretien en le confiant aux ingénieurs en fortifications de l'État. Les digues réalisées dans le Loiret entre 1682 et 1705 répondent partiellement à cet objectif. Pour des raisons d'économie, les digues ne sont élevées qu'à la cote de 5,20 m. En octobre 1707 survient une crue extraordinaire qui atteint la cote de 5,85 à Orléans, provoquant en de multiples endroits des brèches et ravageant toutes les plaines endiguées exposées à ces brèches.
Le gouvernement royal prend alors, avec précipitation, la décision de surélever les levées de sorte qu’elles puissent résister à des crues plus puissantes encore que celle de 1707. Il ordonne ainsi qu'elles soient portées à «22 pieds de hauteur (7,12 m) au-dessus des basses eaux de l'esté », la largeur de leur couronne restant fixée à quatre toises, et celle de leur empattement devant être de deux fois la hauteur. Mais ces travaux de réfection ne sont pas encore achevés que trois nouvelles inondations, celles de juin 1709, novembre 1710 et février 1711, viennent rouvrir les brèches de 1707.
Métropole des marchands naviguant sur la Loire, la ville d'Orléans entreprend l'étude des problèmes posés par ces catastrophes et de leurs causes. Dès l'automne de 1710, son maire Fontaine signale au Contrôleur général Desmarests que le régime des crues pouvait avoir été modifié par certains aménagements exécutés récemment sur le cours supérieur du fleuve pour faciliter l'exportation de la houille du haut pays. L'intendant des turcies et des levées Robert de la Chartre, envoyé sur les lieux par Desmarets, reconnaît en effet que, dans le but de reporter l'origine de la navigation fluviale jusqu'au voisinage des mines de Saint-Étienne, on avait fait sauter plusieurs rochers pour élargir les passages les plus étroits des gorges creusées par la Loire à travers le dur massif de Neulize, entre la plaine du Forez et celle de Roanne, et que les facilités ainsi données à l'écoulement des eaux augmentaient considérablement le volume et la rapidité des crues.
Le gouvernement royal décide alors un plan comprenant, outre l’aménagement amont de la Loire dès 1707, l'exhaussement des levées jusqu'à 22 pieds, leur élargissement à proportion, et la construction de déchargeoirs dans les lieux qui en étaient dépourvus, offrant un débouché supplémentaire aux eaux du lit mineur. Dans la réalité, la hauteur des nouvelles levées est plus souvent voisine de 21 pieds (6,80 m) que de 22, et les déchargeoirs ne sont exécutés qu'entre Gien (déversoir de Saint-Martin-sur-Ocre dans le Loiret) et Tours, dans la partie du cours de la Loire qui était le plus étroitement endiguée.

### Échec des déchargeoirs et retour aux levées ininterrompues
La « crue de la Pentecôte » 1733, s'élève encore plus haut que celle de 1707, dépassant 6 mètres au-dessus de l'étiage à Orléans le 28 mai, et décrédibilise le nouveau système de défense et en particulier les déchargeoirs. Les levées de 21 ou 22 pieds sont rompues dans le Val d'Orléans et ailleurs aussi facilement que les anciennes levées de 15 pieds.
De l'Orléanais, du Blésois et de la Touraine parviennent au gouvernement royal, à partir de 1733, de multiples suppliques tendant à la suppression des déchargeoirs. La plupart reçoivent satisfaction, sous l'administration de Trudaine. Seuls sont épargnés, grâce à l'intervention de Louis de Régemorte, les déchargeoirs antérieurs à 1711, celui de Saint-Martin-sur-Ocre, jugé, depuis longtemps « nécessaire à la protection des levées au-dessus du pont de Gien », et celui de Blois, correctif indispensable de l'étroitesse excessive du lit endigué dans la traversée de cette ville.
Parallèlement à la surélévation des levées la hauteur maximale des crues s’accroît encore : 6,20 m  en mars 1783 et 6,17 m le 2 février 1784 à Blois. Les entreprises se heurtent souvent à la résistance des agriculteurs concernés, lésés par la perte de pacages communaux d’une part et des apports limoneux des crues d’autre part. Malgré cela et malgré la défaillance de plusieurs levées réputées insubmersibles en 1755, les travaux d’endiguement se poursuivent.

### Reconstruction des ponts
Les ponts, qui étaient tous encore en 1707 de date ou de physionomie médiévale et qui avaient été construits pour donner passage à des crues ne dépassant pas 5 mètres ou 5,50 au-dessus de l'étiage, tombent les uns après les autres lorsqu'ils sont noyés par des eaux que la pression des nouvelles levées fait monter jusqu'à 6 et 7 mètres. Le pont de Jargeau, placé dans une situation périlleuse à cause de l'étranglement du lit mineur en face de cette ville, ne peut soutenir le choc de la crue de 1733. Sa ruine est si complète qu'on renonce à le rétablir. Il n’est remplacé que cent ans plus tard, par un pont suspendu.
Le pont d'Orléans, vers 1745, ne subsistait plus que par des expédients : il fallait étayer ses piles croulantes et soutenir ses voûtes au moyen de clefs en charpente. La construction de ponts modernes, adaptés aux nouvelles dimensions des crues fut ce que les ingénieurs du XVIIIe siècle accomplirent de plus utile et de plus durable dans la vallée de la Loire. Blois, Orléans, Tours, Saumur, Nevers sont alors en effet dotées des monumentaux et solides ponts de pierre qu'elles possèdent encore aujourd'hui, et auxquels une longue existence semble promise. Celui de Blois, construit de 1716 à 1725 sur les plans dressés par Gabriel, fut, en France, le premier des grands ponts fluviaux qui aient présenté, dans leurs formes et leurs proportions, la rigoureuse harmonie des ouvrages modernes. Il conserva, jusqu'à la construction du pont d'Orléans (1751-1760), la réputation d'un chef-d'œuvre inégalé.
Les effets de la surélévation des levées ont ainsi favorisé l'apparition de grands ouvrages d'art modernes sur la Loire. Mais lorsque, par exception, l'endiguement est resté tel qu'il était avant 1707, le pont médiéval a pu subsister. C’est en particulier le cas du pont de Beaugency qui a gardé ses arches ogivales et basses, immédiatement en aval de la vieille levée de Mazan, dont les proportions, inchangées depuis la fin du XVIe siècle, permettent aux plus grandes crues de s'écouler sans s'élever à plus de 5,50 m au-dessus de l'étiage.

## Art et lettres

### Le siècle des Lumières

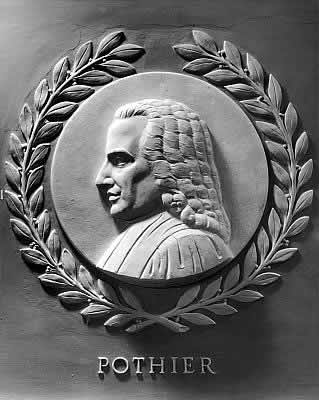
Robert-Joseph Pothier, élève de l'université d'Orléans, jurisconsulte. Représentation sur un bas-relief de la « U.S. House of Representatives chamber ».

Vers 1780, l'université d'Orléans ne compte plus que quelques étudiants. Elle bénéficie cependant encore du passage de Jean-Baptiste Massillon célèbre par ses Sermons et ses Oraisons funèbres, dont celle de Louis XIV, prononcée quatre ans exactement avant son élection à l'Académie française. Elle connut surtout une dernière et prestigieuse illustration avec Robert-Joseph Pothier, jurisconsulte auteur de nombreux ouvrages juridiques, parmi lesquels les Pan-dectes de Justinien mises dans un nouvel ordre et son Traité des obligations, et considéré comme un des précurseurs du code civil.
Le relais intellectuel de l'Université semble pris par les multiples sociétés de pensées qui naissent au milieu du XVIIIe siècle. Celle de la rue des Huguenots apparaît dès 1725 et regroupe des juristes autour de Daniel Jousse. En 1741, est créée la Société épiscopale dont le but officiel est la rédaction d'une histoire d'Orléans, en réalité il s'agit de mener une lutte contre le jansénisme toujours influent. Trois ans plus tard, la première loge maçonnique, l'Union royale, est fondée à Orléans. Les grands noms de l'aristocratie locale se retrouvent quant à eux dans la Société royale d'agriculture, instituée sur l'initiative de l'intendant, tandis que la bourgeoisie scientifique fréquente à partir de 1781 la Société de physique qui deviendra par lettres patentes en 1786, l'Académie royale des Sciences et Belles Lettres d'Orléans.
Certains personnages célèbres rencontrent l'intelligentsia locale, comme Voltaire ou l'abbé de Condillac, une des gloires du siècle des Lumières, qui séjourne souvent dans son domaine, près de Beaugency. Il fréquente en voisin Desfriches, négociant et amateur d'art éclairé qui reçoit dans sa maison de la Cartaudière d'innombrables personnalités tant dans le domaine politique que dans celui des arts.

## La période révolutionnaire (1789-1800)

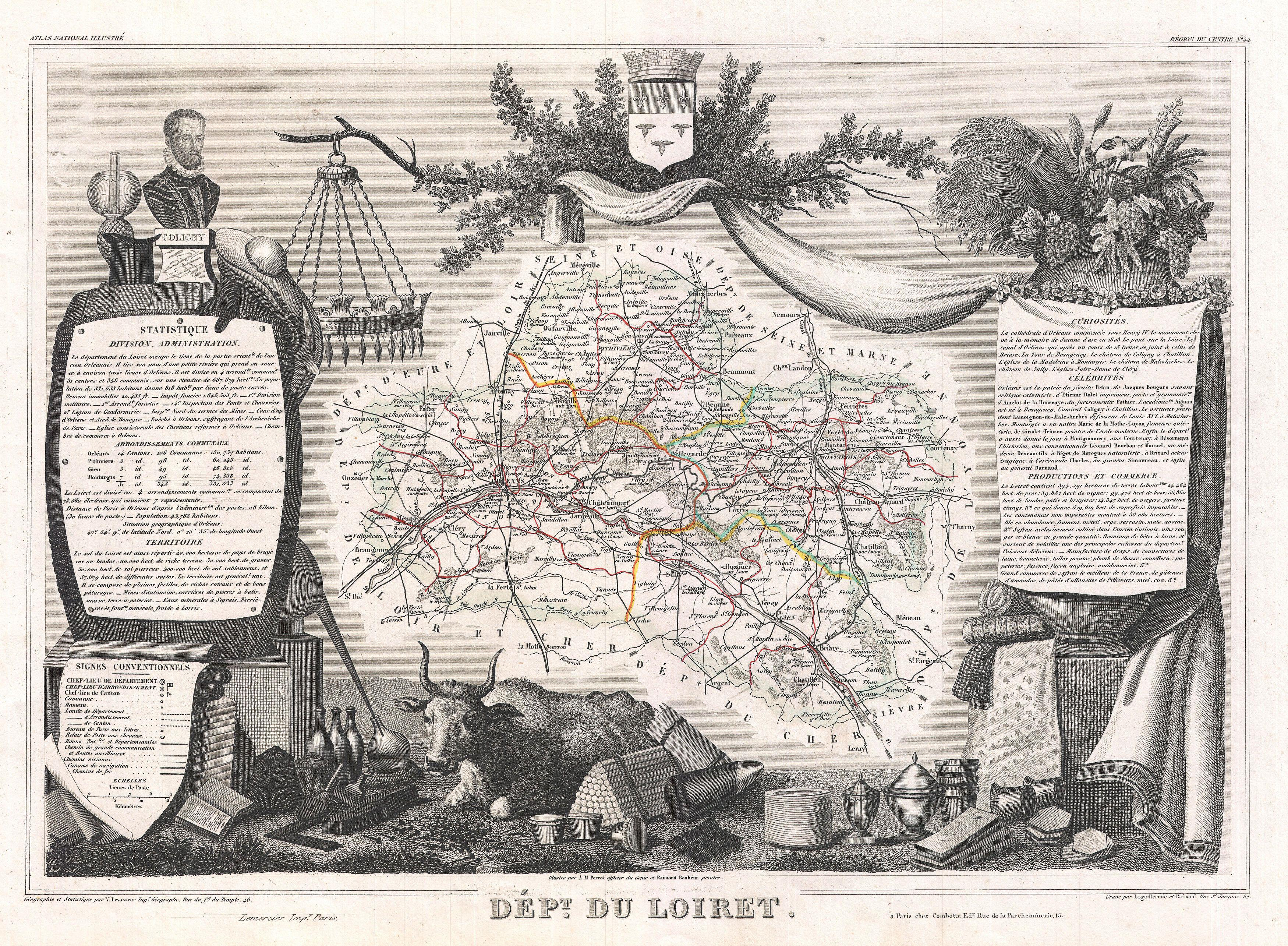
Carte Levasseur du département du Loiret (1852).

### Les évènements de 1789-1790
Malgré un siècle marqué par une certaine prospérité, la situation tend à se dégrader à partir des années 1780, marquées par des disettes récurrentes dues aux caprices du climat et l'armature politique et administrative donne quelques signes de faiblesse. L'assemblée provinciale créée en 1787, mise en place pour assister l'intendant dans l'administration de sa généralité, s'avère un échec. Les hivers d'une rigueur exceptionnelle de 1788 et 1789, conjugués à la rareté du pain et à une crise qui affecte l'industrie drapière et la batellerie de Loire, provoquent un mécontentement général dans l'Orléanais. Le roi Louis XVI convoque les États généraux, espérant trouver des réponses à la crise qui touche l'ensemble du royaume. Dans les différentes paroisses de la région, on s'attèle à la rédaction des cahiers de doléances : dans la province, les rédacteurs réclament des réformes égalitaires. La réforme de l’Église est aussi visée par une réflexion construite : elle doit notamment mieux payer ses prêtres, et être soumise à l’impôt commun. La suppression du casuel est aussi demandée. Sa réforme, jugée nécessaire, doit toucher également les ordres religieux. L’enquête sur la pauvreté le révèlera : les conditions de vie de la population se dégradent et les pauvres se multiplient, avec 11 % de la population touchée en 1790, soit bien plus que ce que les autorités estimaient.
Des émeutes éclatent dans l'Orléanais le 24 avril 1789, faisant 8 victimes. Une milice de jeunes bourgeois se forme alors à Orléans. Après la prise de la Bastille, la Grande Peur touche le département, les populations craignant une réaction aristocratique. Pour se défendre contre ce danger encore imaginaire, des gardes nationales se créent spontanément à Artenay, Beaugency, Boiscommun, Briare, Chilleurs-aux-Bois, Gien, etc. et des liens se créent entre villages voisins, qui s’organisent une défense commune. Une fois la peur passée, les esprits se calment et approuvent d'une manière générale les changements de 1789 et des années qui suivent. Orléans confirme son rayonnement régional en organisant les 7-9 mai une fête de la Fédération qui regroupe des délégués des départements voisins : 3 474 fédérés prêtent serment à Olivet. Le Loiret envoie à son tour ses gardes nationaux à la fête de la Fédération organisée à Paris, le 14 juillet 1790. La cérémonie est reproduite simultanément à Orléans.

### Une nouvelle organisation administrative
Une des doléances récurrentes était la complexité des découpages administratifs : les circonscriptions fiscales, religieuses, administratives avaient toutes des limites différentes. Un des aspects fondamentaux de l'œuvre de la Constituante est sa réforme administrative. Les anciennes circonscriptions provinciales sont supprimées au profit d'une division en départements. De l'ancienne généralité d'Orléans, naissent trois départements, l'Eure-et-Loir, le Loir-et-Cher et le Loiret qui reçoit son nom le 26 février 1790. Le département du Loiret est découpé en sept districts : Orléans, Beaugency, Neuville, Pithiviers, Montargis, Gien et Boiscommun. Orléans passe du rang de capitale provinciale à celui de chef-lieu, non sans avoir soulevé quelques oppositions puisque Montargis avait aussi revendiqué en décembre 1789 ce statut de chef-lieu. Le découpage du département ne tient aucun compte des découpages antérieurs : la Beauce est fractionnée en trois départements et la Sologne est également éclatée entre le Cher, le Loir-et-Cher et le Loiret. L'influence de la capitale parisienne toute proche s'affirme plus nettement au détriment de la vie politique locale qui se trouve affaiblie par ces nouveaux découpages.
La loi sur la constitution civile du clergé votée le 12 juillet 1790 trouve un écho plutôt favorable auprès du clergé Orléanais. La nouvelle organisation territoriale de l'église est calquée sur le nouvel ordre politique. Les diocèses sont calqués sur les départements. Le diocèse d'Orléans perd la moitié de la Sologne mais reçoit une partie de Gâtinais, détaché du diocèse de Sens, et le Giennois, pris sur celui d'Auxerre supprimé. Les paroisses urbaines devant compter 6 000 âmes, leur nombre est réduit. Orléans passe de 25 à 6 paroisses. À la suite de son évêque, Jarente d'Orgeval qui prête le serment constitutionnel, 90 % des prêtres du département acceptent la constitution civile du clergé en 1790. Les biens de l’Église sont déclarés biens nationaux le 2 novembre 1789, sur proposition de Talleyrand, puis leur vente est décidée et organisée de décembre à mai 1790. Elle achève de transformer l’Église de France en lui retirant sa puissance foncière (ces ventes n'ont pas été étudiées dans le département). La vente des biens des émigrés achève de modifier la structure de la propriété foncière. C’est un des acquis de la Révolution, les ventes se poursuivant jusqu’aux années 1820, sous la Restauration. Une partie des biens communaux sont aussi partagés entre 1793 et 1796.

### La radicalisation de la Révolution
Le calme relatif des débuts de la Révolution dans le Loiret explique qu'Orléans ait été choisie pour y installer la Haute cour nationale qui y siège deux fois, d’abord d’avril à septembre 1791, puis de février à septembre 1792. La première fois, elle est chargée de juger les « complices » de la fuite du roi, présentée par l’Assemblée comme un enlèvement, afin de conserver la monarchie. Seuls des seconds couteaux sont inculpés, puis graciés en septembre quand le roi accepte la Constitution.
Le 10 août 1792, à Paris, la monarchie est renversée. Le 29 août Léonard Bourdon, jacobin et ami de Robespierre, arrive à Orléans en tant que commissaire du gouvernement. Le 3 septembre, 93 prisonniers qui devaient être jugés par la Haute cour sont transférés à Versailles mais ils sont massacrés par la foule le 9 septembre. Le 8 septembre, l’Assemblée départementale du Loiret nomme dix députés à la Convention. Trois se rallieront aux montagnards, dont Bourdon. Tous les députés du département votent la culpabilité de Louis XVI, quatre d’entre eux votent la mort du roi.
Le 21 février 1793, la Convention nationale ordonne la levée de 300 000 hommes à répartir dans les départements pour faire face aux dangers extérieurs et intérieurs. Le 15 mars, Léonard Bourdon, nommé représentant en mission pour le Jura et investi de pouvoirs étendus, s’arrête à Orléans. Malmené par des gardes nationaux, Bourdon fait déclarer la ville en état de rébellion. Le 10 avril, le 16e régiment de dragons arrive pour faire régner la Terreur. Le 26 avril, la Convention décrète qu'Orléans n’est plus en état de rébellion. Mais neuf personnes, reconnues coupables d'une tentative d'attentat, qui n'en était pas un, envers le sieur Bourdon, sont exécutées.
L'Église catholique vit les heures les plus difficiles de son histoire. Pendant l'été 1794, les édifices religieux sont réquisitionnés : à Orléans, on célèbre la fête de l'Être suprême dans la cathédrale transformée en temple de la Raison. Par comparaison avec d'autres départements, le nombre des victimes de la Terreur est ici relativement peu élevé : 63 morts dont Guillaume de Malesherbes, ancien ministre et surtout défenseur de Louis XVI lors de son procès devant la Convention. La réaction thermidorienne passée, le Loiret panse ses blessures.